# 原始生殖茎
原始生殖茎（げんしせいしょくけい、英: Primordial phallus, Primitive phallus）とは、発生学において女性の陰核や男性の陰茎に成長する胚器官を指し、特に泌尿器・生殖器の発生期においては、性分化が明白になる以前のものを示す。

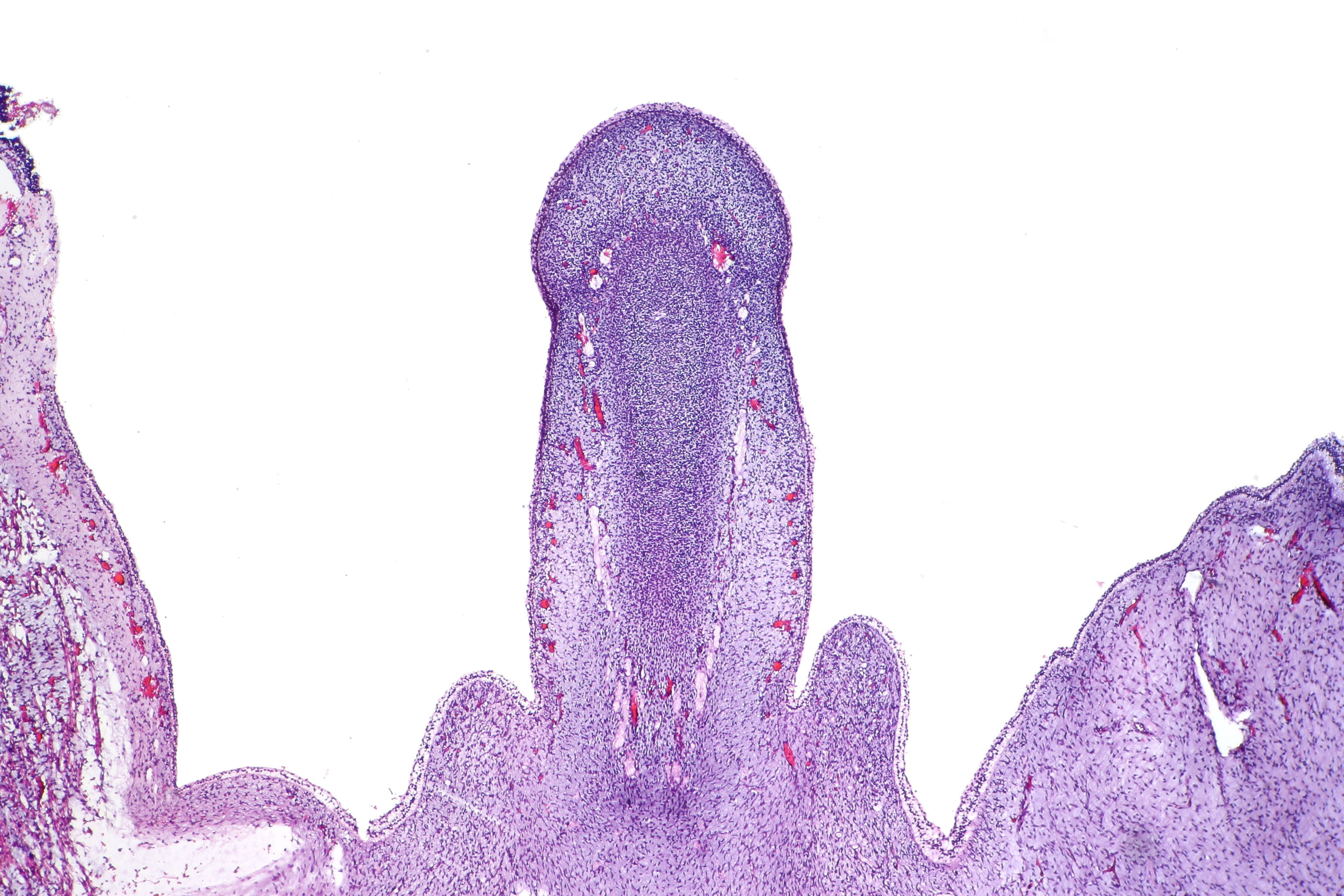
原始生殖茎の顕微鏡写真（H&E染色）
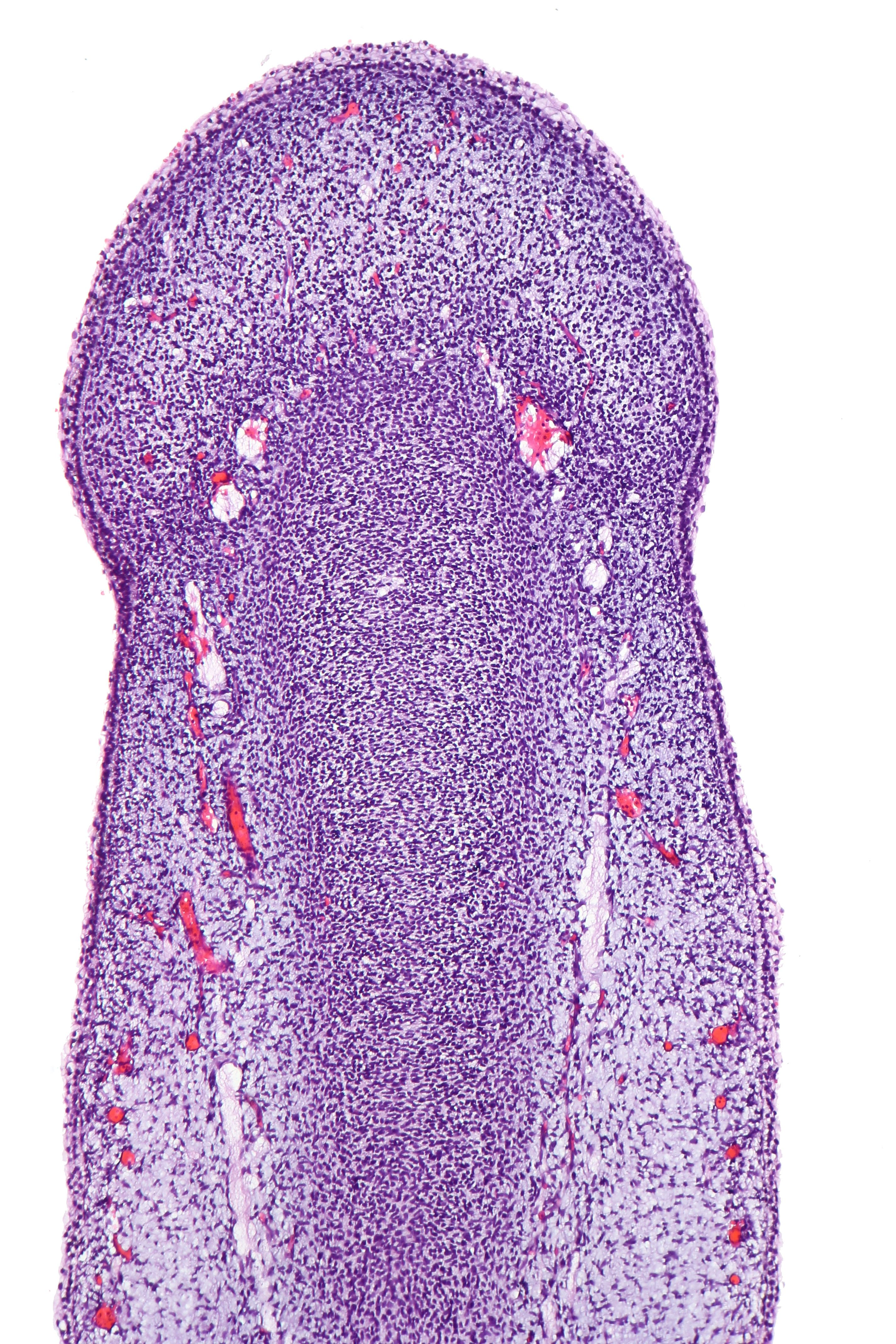
上記写真の拡大（H&E染色）